# أنثروبولوجيا الإعاقة
إن الأنثروبولوجيا المتعلقة بالإعاقة هي مقطع عرضي للدراسات الأنثروبولوجية التي تأخذ بالنهج الاجتماعية الثقافية لدراسات الإعاقة متعددة التخصصات. الفروع الفرعية الرئيسية لعلم الأنثروبولوجيا النشطة في دراسات أنثروبولوجيا الإعاقة هي الأنثروبولوجيا الطبية والأنثروبولوجيا الثقافية.
يركز مجال الأنثروبولوجيا المتعلقة بالإعاقة على المواضيع المتعلقة بإمكانية الوصول، والنشاط، والرعاية، والإعاقة، والتجسيد، والتحسين النسل، والمرض، وغير ذلك الكثير. يقوم الباحثون بتطوير وتقييم الأساليب المستخدمة في حل المشكلات أو المساعدة في إحداث التغيير للأشخاص ذوي الإعاقة والمجتمعات المحلية. يدفع موضوع الإعاقة في علم الأنثروبولوجيا الباحثين إلى استخدام عدسة ثقافية ونهج إثنولوجي لتحديد عدم الألفة و"الاختلاف" بين الثقافات.

## تاريخ
إن مساهمة الأنثروبولوجيا في دراسات الإعاقة لا تزال جديدة نسبيًا.
ومن بين العلماء المهمين الذين يدرسون العلاقة بين الأنثروبولوجيا والإعاقة ديففا كاسنيتز وراسل شاتلورث، وفاي جينسبيرج وراينا راب، وكاساندرا هارتبلاي، وإيرين إل. دوربان.
هناك فرق بين "أنثروبولوجيا الإعاقة" و"أنثروبولوجيا الإعاقة" حيث أن الأخيرة مرتبطة ارتباطًا وثيقًا بدراسات الإعاقة النقدية متعددة التخصصات ونظرية الإعاقة. يتضمن كلا المجالين أبحاثًا موسعة أجريت في جميع أنحاء العالم.

## قراءة إضافية
وفيما يلي قراءات في مجال الأنثروبولوجيا المتعلقة بالإعاقة:
- أتشيكسوز، صالح جان. 2020. الأطراف التضحية: الرجولة والإعاقة والعنف السياسي في تركيا. أوكلاند: مطبعة جامعة كاليفورنيا.
- بلوك، باميلا، ديففا كاسنيتز، أكيمي نيشيدا، ونيك بولارد، المحررون. 2015. احتلال الإعاقة: مناهج نقدية للمجتمع والعدالة وإزالة الاستعمار من الإعاقة. سبرينغر.
- دوكوماسي، أرسيلي. 2023. إمكانيات الناشطين: كيف يبتكر الأشخاص ذوو الإعاقة عوالم أكثر قابلية للعيش. دورهام: مطبعة جامعة ديوك.
- ديربان، إيرين ل. 2022. "علم الإنسان والتمييز ضد ذوي الاحتياجات الخاصة". مجلة الأنثروبولوجيا الأمريكية 124 (1): 8-20.
- فريدنر، ميشيل، وأنيليس كوسترز. "أنثروبولوجيا الصم". المراجعة السنوية لعلم الأنثروبولوجيا، العدد 49، 2020: 31-47.
- فريدنر، ميشيل إيلانا. 2022. المستقبل الحسي: الصمم والبنية التحتية لزراعة القوقعة في الهند. مينابوليس: مطبعة جامعة مينيسوتا.
- جينسبيرج، فاي، وراينا راب. 2020. "الإعاقة/الأنثروبولوجيا: إعادة النظر في معايير الإنسان". الأنثروبولوجيا الحالية 61 (21): ص4-15.
- جينسبيرج، فاي، وراينا راب. 2024. عوالم الإعاقة. دورهام: مطبعة جامعة ديوك.
- أخضر، مارا. 2024. فهم اللغة والأخلاق والفهم لدى الصم في نيبال. مطبعة جامعة كاليفورنيا.
- هارتبلاي، كاساندرا. 2020. "خبرة الإعاقة: المطالبة بعلم الأنثروبولوجيا الخاص بالإعاقة". الأنثروبولوجيا الحالية 61 (21): ص.
- كاسنيتز، ديففا. 2020. "سياسات أداء ذوي الإعاقة: دراسة إثنوغرافية ذاتية". الأنثروبولوجيا الحالية 61 (21): غير مكتمل
- كوليك ودون وجينز ريدستروم. 2015. الوحدة ونقيضها: الجنس والإعاقة وأخلاقيات المشاركة. دورهام: مطبعة جامعة ديوك.
- ناكامورا، كارين. 2013. إعاقة الروح: دراسة إثنوغرافية للفصام والمرض العقلي في اليابان المعاصرة. إيثاكا: مطبعة جامعة كورنيل.
- تايلور، سونورا. 2024. البيئات المعوقة: دروس من صحراء جريحة. مطبعة جامعة كاليفورنيا.
- الصوف، زوي هـ. 2015. بعد الحرب: ثقل الحياة في والتر ريد. مطبعة جامعة ديوك.